# The Man with the Magic Box
Pour plus de détails, voir Fiche technique et Distribution.
The Man with the Magic Box (Człowiek z magicznym pudełkiem) est un film italo-polonais réalisé par Bodo Kox, sorti en 2017.

## Fiche technique
- Titre original : Człowiek z magicznym pudełkiem
- Titre français : The Man with the Magic Box
- Réalisation et scénario : Bodo Kox
- Décors : Jacek Turewicz
- Costumes : Katarzyna Adamczyk
- Photographie : Dominik Danilczyk et Arkadiusz Tomiak
- Montage : Milenia Fiedler
- Musique : Sandro Di Stefano
- Pays d'origine : Italie / Pologne
- Format : Couleurs - 35 mm
- Genre : drame, romance, science-fiction
- Durée : 103 minutes
- Dates de sortie :
  - Pologne : 19 septembre 2017 (Festival du film polonais de Gdynia)
  - Italie : 1er novembre 2017 (Festival Science+Fiction de Trieste)
  - Suisse romande : 6 juillet 2018 (Festival international du film fantastique de Neuchâtel 2018)

## Distribution
- Piotr Polak : Adam
- Olga Bołądź : Goria
- Sebastian Stankiewicz : Sebastian
- Helena Norowicz : Urszula Stefanka
- Wojciech Zieliński : agent Jan Tragosz
- Bartłomiej Firlet : Kowalsky Radzimir
- Bartosz Cao : le fils de Prol
- Anna Konieczna : agent Maria Torunska
- Agata Buzek : le docteur
- Arkadiusz Jakubik : Emfazy Stefanski

## Distinctions

### Récompenses
- Festival du film polonais de Gdynia 2017 : prix de la meilleure musique[1].
- Festival Science+Fiction de Trieste 2017 : prix Astéroïde du meilleur film[2].
- Utopiales 2018 : Mention spéciale du jury[3].

### Sélection
- Fantasia Film Festival 2018 : sélection.